# A Surprise Party (film 1914)
A Surprise Party è un cortometraggio muto del 1914 diretto da Norval MacGregor.

## Produzione
Il film fu prodotto dalla Selig Polyscope Company.

## Distribuzione
Distribuito dalla General Film Company, il film - un cortometraggio in una bobina - uscì nelle sale cinematografiche statunitensi il 27 novembre 1914.